# Eleccions presidencials de Polònia de 2015
Les eleccions presidencials de Polònia de 2015 van determinar qui exercirà la presidència polonesa per al període comprès entre el 2015 i el 2020. Els comicis es van efectuar el 10 de maig de 2015.
Atès que en la primera votació cap partit va obtenir un 50% o més dels vots emesos, es va convocar una segona volta en la qual es van presentar els dos partits més votats en la primera volta, que havien obtingut al voltant d'un 35% de vots cadascun, seguits pel candidat independent Pawel Kukiz, el qual va obtenir gairebé un 21% dels vots. Molt per darrere van quedar les següents forces, de les quals cap superava el 3,5%.
La segona volta de les eleccions va tenir lloc el 24 de maig. En aquestes votacions, els polonesos només van poder votar pel president sortint, Bronisław Komorowski, o pel líder de Dret i Justícia, Andrzej Duda. Finalment, el 25 de maig es van anunciar els resultats, en què Andrzej Duda s'imposava per tan sols 51,55% de vots davant Komorowski, que havia obtingut un 48,45%. A partir del 6 de juny, Andrzej Duda passà a ser el sisè president de la República de Polònia després de guanyar l'elecció presidencial més igualada de la història del país.

## Sistema electoral
El sistema electoral polonès per a les eleccions presidencials és el de vot directe al candidat triat, independentment de si es presenta per un partit polític o de forma independent. Per a poder optar a ser un candidat a president de la República de Polònia s'han de complir-se tres requisits obligatoris únicament: ser ciutadà polonès, tenir un mínim de 35 anys i presentar 100.000 signatures que avalin la candidatura com a votants segurs.
S'hauran de complir els tres requisits per tots aquells candidats que s'hagin registrat pel Comitè Electoral de Polònia en la data determinada, que sol ser tres setmanes abans del dia dels comicis. Si en la data assenyalada no es compleix algun dels tres requisits (normalment al candidat li falten signatures per arribar a les 100.000 necessàries) no podrà ser un candidat votable als comicis.

## Context
Polònia vivia, com tots els països europeus membres de la Unió Europea, una ona d'euroescepticisme que en la política polonesa és encapçalada pel líder de l'oposició Andrzej Duda, successor de Jarosław Kaczyński al capdavant del partit Dret i Justícia.
No obstant això, els sondejos donaven una victòria al cap d'Estat sortint, Bronisław Komorowski, amb un 56% dels vots, tot i que aquest encara no havia anunciat si seria el candidat definitiu del partit Plataforma Cívica o no. Tot i que la crisi econòmica no ha estat especialment dura a Polònia, la qual cosa se suma a favor del partit del govern, la precipitada sortida del Ministre de Justícia Cezary Grabarczyk va desestabilitzar la fràgil estabilitat amb la qual comptava el partit poc abans de les eleccions des de la sortida de Donald Tusk al Consell Europeu.
Després del partit governamental, els que podien tenir una representació relativa segons els sondejos eren l'Aliança de l'Esquerra Democràtica, que obtenien un 20% dels vots en els sondejos després de renovar el lideratge i estaven encapçalats per la jove política Magdalena Ogórek, el partit Dret i Justícia, que obtenia un 16%, i el Partit Liberal de Janusz Palikot amb un 4%.

### Temes que marquen la Campanya
Rússia
La confrontació amb Rússia davant un possible expansionisme d'aquesta, la qual cosa afectaria directament a Polònia, va ser un discurs molt repetit pel candidat Bronisław Komorowski, que n'havia parlat fins i tot abans que arribés a la presidència del país a les eleccions presidencials de 2010.
El crisi patida a Ucraïna entre el 2013 i el 2015 va fer possible que aquesta confrontació fos molt més present, fet que va determinar molt els discursos polítics que es van pronunciar durant el mes previ a la primera volta de les eleccions. Alguns dels temes que es van comentar van ser possibles pactes econòmics o la necessitat d'augmentar les forces armades.
Miracle Econòmic
Durant aquesta campanya es va posar en dubte el suposat miracle econòmic que havia experimentat Polònia segons alguns economistes durant l'última època. D'aquesta manera, el descontentament general, que es va traduir en l'aparició de moltes forces de protesta com el candidat Pawel Kukiz o el Moviment Palikot, i l'escassa millora del nivell de vida de la ciutadania polonesa, van esborrar aquesta basa del discurs de continuïtat del president Komorowski.
Unió Europea
El descontentament general viscut a Polònia va ser pres per a molts com una resposta negativa a l'acostament de les polítiques de Polònia a les directrius marcades per la Unió Europea. Això s'ha esgrimit en debats entre els pro-europeus i els euroescèptics.
El guanyador de la primera volta, Andrzej Duda, és un euroescèptic que advoca per no implementar la moneda única, que se suposa que Polònia havia de començar a implementar abans de l'any 2020. D'altra banda, l'altre candidat a la segona volta i actual president del país, Komorowski, és un ferm defensor de les polítiques pro europees.

## Campanya electoral

### Campanya de la Primera Volta
A mesura que la campanya electoral anava avançant, la qual ha estat qualificada fins i tot d'«avorrida» pels pocs actes rellevants que va haver-hi a diferència de campanyes anteriors, els sondejos continuaven donant la victòria al partit governant. Tot i això, a mesura que passaven els dies, la victòria que auguraven era amb un menor percentatge.
D'aquesta manera, si el 12 de gener de 2015 l'agència Millward Brown oferia un sondeig que atorgava una àmplia victòria a laPlataforma Cívica amb un 65% dels vots, el 3 de maig l'agència Pressmix publicava un altre sondeig en el qual els dos primers partits (Plataforma Cívica i Dret i Justícia) empataven amb un 33,3% dels vots cadascun.
Tot i que aquest va ser el resultat més baix que es va oferir, tots els baròmetres efectuats després de la data de finalització en la qual es podien recollir les 100.000 signatures necessàries per presentar la candidatura, que era el 26 de març, oferien victòries de la Plataforma Cívica sense arribar al 50% de vots, la qual cosa obligaria a dur a terme una segona tornada.

#### Resultats electorals del 10 de maig
Després del recompte oficial, es va datar la participació en amb prou feines el 50% dels votants registrats. Amb aquesta participació, el candidat més votat va ser Andrzej Duda, que va obtenir un 34,76%; el seguia molt a prop l'actual primer ministre Komorowski, amb un 33,77%. Com que aquests van ser els dos candidats més votats, serien els únics entre els quals podien triar els votants polonesos a la segona volta que es va celebrar dues setmanes després, el 24 de maig.
Tot i que la resta de candidats estava més allunyat de les dues primeres forces, el cas de Paweł Kukiz mereix certa rellevància, ja que es va presentar a les eleccions acusat moltes vegades de ser populista, ja que es tractava d'un antic rocker famós. No obstant això, el seu programa polític per a les eleccions el va catapultar al tercer lloc amb un 20,8% dels vots. Tot i estar 13 punts per sota de la segona força, es va col·locar 17 punts per sobre de la quarta. De tots els personatges que es van presentar a aquestes eleccions, el candidat del rock és el que va aconseguir a més gent descontenta.

El candidat del partit Dret i Justícia, Andrzej Duda, guanyador de la primera volta, va aprofitar la seva increïble victòria davant el favorit Komorowski per ampliar el seu missatge electoral i anar decidit a per la presidència polonesa.
| «                                                                                  | “El canvi a Polònia comença amb el canvi en la presidència." | » |
| — Andrzej Duda als seus seguidors després de saber-se els resultats el 10 de maig. |                                                              |   |

Per la seva banda, Komorowski va oferir un discurs entre l'autocrítica i el manteniment de l'esperança en la seva victòria al·legant que calia seguir treballant dur.

### Campanya de la Segona Volta
Per a la segona volta, el candidat Komorowski va continuar amb una campanya no gaire diferent a la que havia iniciat durant la primera volta.
Per la seva banda, Andrzej Duda, a banda de continuar amb la campanya electoral de la primera volta, va iniciar converses amb els candidats derrotats amb la finalitat que aquests l'ajudessin a aconseguir encara més suport entre els electors per als comicis del 24 de maig. Entre els candidats derrotats amb els quals va acostar posicions hi havia Puwil Kukiz.
Per a aquesta segona volta estava previst un debat polític entre tots dos candidats el dia 21 de maig. En aquest debat van enfrontar els seus programes polítics. Komorowski va defensar la seva política liberal i el discurs de la confrontació a Rússia en favor d'un apropament amb Europa. Per la seva banda, Duda va mostrar el seu discurs nacionalista (titllat per alguns com a «ultranacionalista») de foment a les famílies i contrari a l'euro.

### Candidats
A l'inici de la precampanya electoral polonesa es van postular un total de 23 candidats a President de la República, però a data de 26 de març, quan tots havien de tenir el mínim necessari de 100.000 signatures que avalessin la seva candidatura, només ho van poder complir 11. Són aquests:

### Primera volta
| Agència                                                               | Data del baròmetre        | Indecisos |               |          |            |             |            |                     |             |               |             |             |          |            | Altres | Diferència (Entre el 1r i el 2n) |
| --------------------------------------------------------------------- | ------------------------- | --------- | ------------- | -------- | ---------- | ----------- | ---------- | ------------------- | ----------- | ------------- | ----------- | ----------- | -------- | ---------- | ------ | -------------------------------- |
| Agència                                                               | Data del baròmetre        | Indecisos |               |          |            |             |            |                     |             |               |             |             |          |            | Altres | Diferència (Entre el 1r i el 2n) |
| Agència                                                               | Data del baròmetre        | Indecisos | Komorowski PO | Duda PiS | Ogórek SLD | Jarubas PSL | Palikot TR | Korwin-Mikke KORWiN | Braun (Ind) | Grodzka Verds | Kowalski RN | Kukiz (Ind) | Wilk KNP | Nowicka UP | Altres | Diferència (Entre el 1r i el 2n) |
| A peu d'urna:IPSOS                                                    | 10 de maig de 2015        | -         | 32,2 %        | 34,8 %   | 2,4 %      | 1,6 %       | 1,5 %      | 4,4 %               | 1,1 %       | -             | 0,8 %       | 20,3 %      | 0,6 %    | -          | 0,3 %  | 2,6 %                            |
| Dia de les Eleccions (10 de maig)                                     |                           |           |               |          |            |             |            |                     |             |               |             |             |          |            |        |                                  |
| IBRiS                                                                 | 8 de maig de 2015         | 7,5 %     | 39 %          | 31 %     | 3 %        | 2 %         | 1 %        | 3 %                 | 1 %         | -             | 1 %         | 19 %        | 0 %      | -          | 0 %    | 8 %                              |
| TNS Poland                                                            | 6-7 de maig de 2015       | 13 %      | 35 %          | 27 %     | 3 %        | 2 %         | 1 %        | 3 %                 | 1 %         | -             | 0 %         | 15 %        | 0 %      | -          | 0 %    | 8 %                              |
| Millward Brown Arxivat 2017-12-19 a Wayback Machine.                  | 7 de maig de 2015         | 3 %       | 39 %          | 27 %     | 4 %        | 2 %         | 3 %        | 5 %                 | 1 %         | -             | 0 %         | 13 %        | 0 %      | -          | 0 %    | 12 %                             |
| IBRiS Arxivat 2015-05-18 a Wayback Machine.                           | 6 de maig de 2015         | 5 %       | 39,7 %        | 29 %     | 2,4 %      | 3,2 %       | 1,7 %      | 4,2 %               | 0,8 %       | -             | 0,7 %       | 14,3 %      | 0 %      | -          | 0,1 %  | 10,7 %                           |
| Pressmix                                                              | 3 de maig de 2015         | 5,1 %     | 33,3 %        | 33,3 %   | 3,3 %      | 1,8 %       | 0,9 %      | 6,6 %               | 0.8 %       | -             | 0,6 %       | 13,7 %      | 0,5 %    | -          | 0,1 %  | Empat                            |
| Millward Brown Arxivat 2020-02-17 a Wayback Machine.                  | 13 d'abril de 2015        | 7 %       | 45 %          | 28 %     | 4 %        | 2 %         | 2 %        | 6 %                 | -           | -             | -           | 6 %         | -        | -          | -      | 17 %                             |
| TNS Poland                                                            | 7-8 d'abril de 2015       | 13 %      | 46 %          | 24 %     | 3 %        | 1 %         | 2 %        | 4 %                 | -           | -             | -           | 6 %         | -        | -          | -      | 22 %                             |
| Millward Brown                                                        | 30 de març de 2015        | 9 %       | 42 %          | 26 %     | 7 %        | 2 %         | 3 %        | 6 %                 | -           | -             | 1 %         | 4 %         | -        | -          | -      | 16 %                             |
| IBRiS                                                                 | 27-28 de març de 2015     | 11,1 %    | 40,7 %        | 26,6 %   | 4,9 %      | 5,1 %       | 2,7 %      | 4,8 %               | 0,4 %       | -             | 0,4 %       | 3,3 %       | 0 %      | -          | -      | 14,1 %                           |
| Fi del termini per obtenir les 100.000 signatures d'aval (26 de març) |                           |           |               |          |            |             |            |                     |             |               |             |             |          |            |        |                                  |
| TNS Poland                                                            | 13–18 de març de 2015     | 21 %      | 41 %          | 24 %     | 6 %        | 2 %         | 1 %        | 2 %                 | -           | -             | -           | 2 %         | -        | 1 %        | -      | 17 %                             |
| Millward Brown Arxivat 2015-04-02 a Wayback Machine.                  | 16 de març de 2015        | 2 %       | 46 %          | 31 %     | 4 %        | 1 %         | 4 %        | 4 %                 | -           | 0 %           | 1 %         | 5 %         | -        | 1 %        | 1 %    | 15 %                             |
| PPW                                                                   | 9–15 de març de 2015      | -         | 48 %          | 30 %     | 4 %        | 2 %         | 6 %        | 4 %                 | -           | 1 %           | 1 %         | 2 %         | 1 %      | 0 %        | 1 %    | 18 %                             |
| IBRiS                                                                 | 13 de març de 2015        | 12 %      | 46 %          | 26 %     | 5 %        | 4 %         | 3 %        | 3 %                 | -           | -             | -           | 1 %         | -        | -          | -      | 20 %                             |
| TNS Poland                                                            | 10-11 de març de 2015     | 12 %      | 45 %          | 27 %     | 5 %        | 1 %         | 1 %        | 4 %                 | <1 %        | 1 %           | <1 %        | 2 %         | <1 %     | 1 %        | 1 %    | 18 %                             |
| CBOS                                                                  | 5–11 de març de 2015      | 18 %      | 52 %          | 19 %     | 3 %        | 1 %         | 2 %        | 1 %                 | -           | <0,5 %        | <0,5 %      | 2 %         | -        | <0,5 %     | 2 %    | 33 %                             |
| PPW                                                                   | 2–8 de març de 2015       | -         | 48 %          | 28 %     | 3 %        | 2 %         | 7 %        | 4 %                 | -           | 1 %           | 1 %         | 4 %         | -        | 1 %        | 1 %    | 20 %                             |
| Millward Brown                                                        | 2 de març de 2015         | 2 %       | 46 %          | 27 %     | 8 %        | 3 %         | 2 %        | 4 %                 | -           | 1 %           | 1 %         | 4 %         | -        | 0 %        | 2 %    | 19 %                             |
| PPW                                                                   | 23-28 de febrer de 2015   | -         | 50 %          | 28 %     | 4 %        | 3 %         | 5 %        | 3 %                 | -           | 1 %           | 1 %         | 3 %         | -        | 1 %        | 1 %    | 22 %                             |
| Ipsos                                                                 | 25-26 de febrer de 2015   | 3,2 %     | 49,7 %        | 28 %     | 5,7 %      | 2 %         | 1,4 %      | 3,8 %               | -           | -             | 0,7 %       | 3,5 %       | 0,3 %    | -          | 0,5 %  | 21,7 %                           |
| PPW                                                                   | 16-22 de febrer de 2015   | -         | 51 %          | 25 %     | 4 %        | 3 %         | 6 %        | 2 %                 | -           | 1 %           | 1 %         | 5 %         | -        | 1 %        | 1 %    | 26 %                             |
| TNS Poland                                                            | 13-18 de febrer de 2015   | 22 %      | 47 %          | 17 %     | 6 %        | 4 %         | 1 %        | 1 %                 | -           | 1 %           | -           | 1 %         | -        | -          | -      | 30 %                             |
| Estymator                                                             | 15-17 de febrer de 2015   | -         | 51 %          | 25 %     | 8 %        | 4 %         | 2 %        | 3 %                 | 0 %         | 1 %           | 0 %         | 5 %         | 0 %      | -          | -      | 26 %                             |
| Millward Brown                                                        | 16 de febrer de 2015      | 5 %       | 47 %          | 24 %     | 7 %        | 2 %         | 6 %        | 3 %                 | –           | 1 %           | 0 %         | 4 %         | -        | -          | -      | 23 %                             |
| GfK Polònia                                                           | 12-16 de febrer de 2015   | 14 %      | 52 %          | 20 %     | 4 %        | 2 %         | 2 %        | 2 %                 | –           | -             | -           | 3 %         | -        | -          | -      | 32 %                             |
| IBRiS                                                                 | 12-13 de febrer de 2015   | 9 %       | 49 %          | 26 %     | 5 %        | 2 %         | 2 %        | 2 %                 | –           | 1 %           | <1 %        | 3 %         | <1 %     | -          | -      | 23 %                             |
| CBOS                                                                  | 5-11 de febrer de 2015    | 8 %       | 63 %          | 15 %     | 3 %        | 2 %         | 1 %        | 3 %                 | –           | 1 %           | -           | -           | -        | -          | 4 %    | 48 %                             |
| TNS Poland                                                            | 4-5 de febrer de 2015     | 11 %      | 53 %          | 19 %     | 5 %        | 2 %         | 2 %        | 2 %                 | –           | 1 %           | 1 %         | -           | -        | -          | 4%i.॥॥ | 34 %                             |
| IBRiS Arxivat 2015-08-22 a Wayback Machine.                           | 3 de febrer de 2015       | -         | 55 %          | 25 %     | 5 %        | 1 %         | 2 %        | 4 %                 | –           | -             | -           | -           | -        | -          | -      | 30 %                             |
| Millward Brown Arxivat 2015-09-24 a Wayback Machine.                  | 25 de gener de 2015       | 4 %       | 62 %          | 18 %     | 8 %        | 1%a         | 2 %        | 3 %                 | –           | -             | 1 %         | -           | -        | -          | -      | 44 %                             |
| TNS Poland Arxivat 2015-02-05 a Wayback Machine.                      | 16-21 de gener de 2015    | 24 %      | 52 %          | 12 %     | 5 %        | -           | 2 %        | 3 %                 | –           | -             | 0 %         | -           | -        | -          | -      | 40 %                             |
| Ariadna Arxivat 2020-08-06 a Wayback Machine.                         | 16-20 de gener de 2015    | -         | 48 %          | 17 %     | 7 %        | 2 %         | 7 %        | 7 %                 | –           | -             | 2 %         | -           | -        | -          | 10%d   | 31 %                             |
| GfK Polònia                                                           | 15-18 de gener de 2015    | 20 %      | 55 %          | 14 %     | 4 %        | -           | 2 %        | 3 %                 | –           | -             | -           | -           | -        | -          | -      | 41 %                             |
| TNS Poland                                                            | 12-13 de gener de 2015    | 11 %      | 56 %          | 19 %     | 6 %        | 1 %         | 2 %        | 4 %                 | –           | -             | -           | -           | -        | -          | 1 %    | 37 %                             |
| Millward Brown                                                        | 12 de gener de 2015       | 4 %       | 65 %          | 21 %     | 6 %        | -           | 1 %        | 3 %                 | –           | -             | -           | -           | -        | -          | -      | 44 %                             |
| TNS Poland                                                            | 10-11 de desembre de 2014 | 13 %      | 56 %          | 17 %     | -          | -           | 2 %        | 5 %                 | –           | -             | -           | -           | -        | -          | 7%b    | 39 %                             |
| IBRiS                                                                 | 4 de desembre de 2014     | 5 %       | 55,6 %        | 23,1 %   | -          | -           | 1,3 %      | 4,8 %               | 0,7 %       | -             | -           | -           | -        | -          | 11,5%c | 32,5 %                           |

Notes
- ª El candidat del PSL encara no havia estat anunciat, es va preguntar sobre el suport als candidats dels partits.
- b Incloent un 4% de Ryszard Kalisz.
- c Incloent un 6,4% de Wojciech Olejniczak, 1,7% de Jarosław Kalinowski, 1% de Zbigniew Stonoga i un 0,4% de Mirosław Piotrowski.
- d Incloent un 10% de Ryszard Kalisz.
- i Incloent un 3% de Ryszard Kalisz.

### Segona volta
| Agència                                              | Data del baròmetre     | Abstenció |               |          | Indecisos |
| ---------------------------------------------------- | ---------------------- | --------- | ------------- | -------- | --------- |
| Agència                                              | Data del baròmetre     | Abstenció |               |          | Indecisos |
| Agència                                              | Data del baròmetre     | Abstenció | Komorowski PO | Duda PiS | Indecisos |
| IBRiS                                                | 14 de maig de 2015     | -         | 43,2 %        | 48 %     | 6,9 %     |
| Millward Brown Arxivat 2021-02-26 a Wayback Machine. | 14 de maig de 2015     | -         | 40 %          | 44 %     | 16 %      |
| Dia de les eleccions (10 de maig)                    |                        |           |               |          |           |
| Millward Brown Arxivat 2017-12-19 a Wayback Machine. | 7 de maig de 2015      | -         | 54 %          | 41 %     | 5 %       |
| Millward Brown Arxivat 2020-02-17 a Wayback Machine. | 13 d'abril de 2015     | -         | 55 %          | 40 %     | 5 %       |
| Millward Brown                                       | 30 de març de 2015     | -         | 52 %          | 41 %     | 7 %       |
| Millward Brown Arxivat 2015-04-02 a Wayback Machine. | 16 de març de 2015     | 4 %       | 53 %          | 37 %     | 6 %       |
| PPW                                                  | 2–8 de març de 2015    | -         | 62 %          | 38 %     | -         |
| Millward Brown                                       | 16 de febrer de 2015   | 10 %      | 59 %          | 27 %     | 4 %       |
| CBOS                                                 | 5-11 de febrer de 2015 | 7 %       | 65 %          | 19 %     | 9 %       |

### Valoracions polítiques de la primera volta
Després de finalitzar el recompte de la primera volta, va quedar clar que la continuïtat del llavors president Bronislaw Komorowski seria molt difícil d'aconseguir.
Gairebé totes les personalitats que es van presentar a la primera volta de les eleccions i van perdre van donar suport a Andrzej Duda de cara a la segona volta. L'objectiu era que no continués el president Komorowski.
La majoria de sondejos, fins i tot els efectuats a peu d'urna, van començar a donar la victòria al líder de Dret i Justícia, Andrzej Duda.

### Declaracions després del resultat definitiu
La jornada electoral va ser bastant llarga i la participació va ser una mica superior a la de la primera volta. Hi va haver alguna anècdota, com per exemple que les urnes de la comarca de Skoczów es van haver de mantenir obertes fins a les 20:30h (estava previst tan sols fins a les 19:00h). A primeres hores del matí del 25 de maig els resultats ja apuntaven la victòria de Duda.
| «                                                                            | “Aquesta vegada no hem pogut. Així ho han decidit els ciutadans de la Polònia lliure i democràtica". | » |
| — Bronislaw Komorowski després de la seva derrota als comicis del 18 de maig | |   |

El nomenament oficial d'Andrzej Duda com a President de la República de Polònia va tenir lloc el 29 de maig, i Duda va passar a ser el 6è President de Polònia en la seva etapa democràtica actual. També va haver de canviar la seva residència pel Palau Bellavista, la residència oficial del president del país.